# Maqāmāt

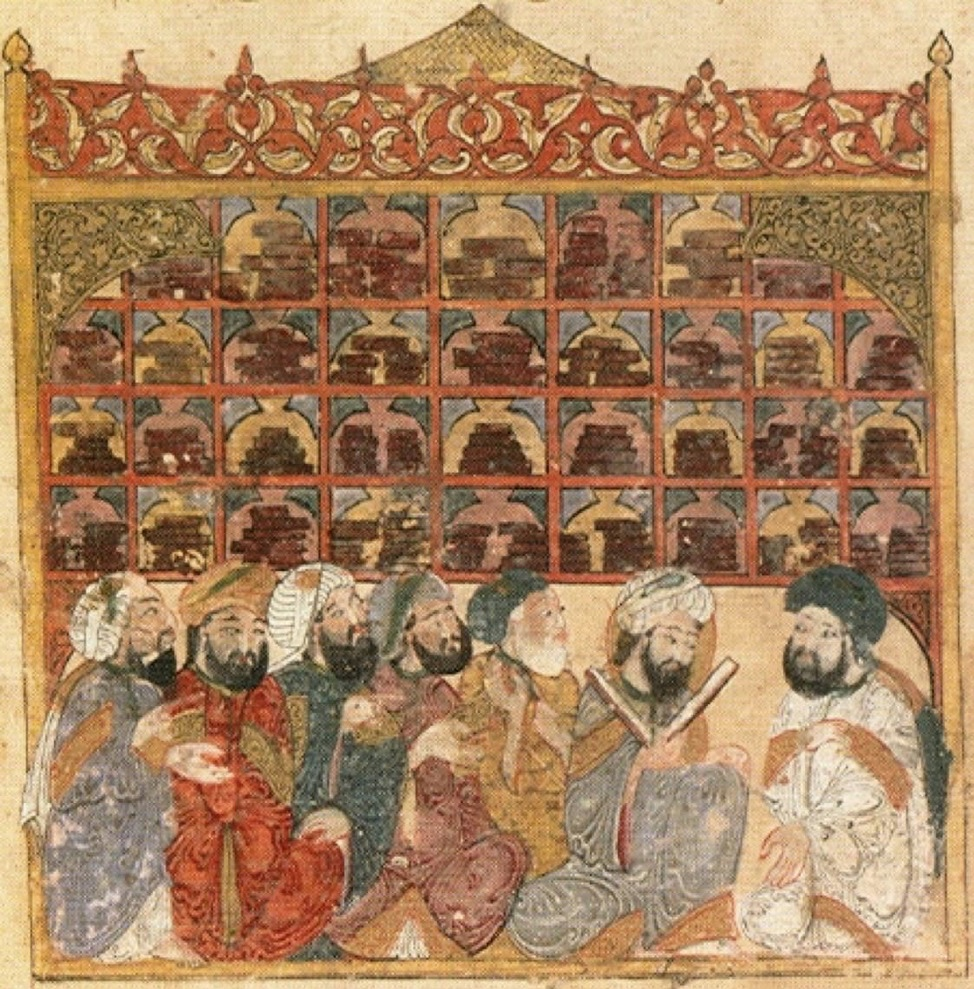
Manoscritto con miniatura realizzata da Yahya ibn Vaseti (یحیی بن واسطی) che illustra una maqama di Hariri (مقامات حریری). Conservata nella Biblioteca nazionale di Francia. L'immagine raffigura alunni allo studio in una biblioteca

Le maqamat (sing. maqama o maqāma;  in arabo مقامة‎?; al plurale مقامات maqāmāt, lett. "assemblea", "consesso", "riunione") sono opere in prosa rimata della letteratura araba dei secoli IX-XII.  Sono opere a cavallo tra poesia e prosa, tra finzione e descrizione di fatti reali, ricche di fantasia e invenzioni su episodi di vita realmente accaduti. Solitamente sono caratterizzate da una serie di brevi racconti consequenziali che sono versioni romanzate di fatti reali di vita quotidiana nei quali vengono messe a confronto idee diverse.
Nelle maqamat si ritrovano le origini della narrativa, che furono in voga dall'anno Mille in poi, e che ebbero in Badī' al-Zaman al-Hamadhānī e in Qasim ibn Ali i loro massimi rappresentanti. Molto considerate in epoca classica, ma trascurate dagli scrittori arabi contemporanei, sono state riutilizzate da Yūsuf Idrīs prima e da Khaled Al Khamissi più recentemente. La maqama è stata molto popolare, essendo una delle poche forme che ha continuato ad essere scritta durante il declino della lingua araba nel XVII e XVIII secolo. Nel XIX secolo le maqamat sono state riprese da Muhammad al Muwaylihi.
Gli autori che scrivevano maqamat, per mostrare la loro destrezza con la lingua araba, si avvalevano della poetica di Hamadhānī, aggiungendo deliberatamente complessità al proprio stile di scrittura.
Secondo alcuni autori la maqama influenzò la letteratura picaresca spagnola. Esempi di Maqamat sono le Mahbārōt di Immanuel Romano.

## Principali autori di maqamat
- Bashshār ibn Burd (714-783)
- Badī' al-Zaman al-Hamadhānī (969-1008)
- Al-Hariri di Basra (1054-1122)
- Yehuda al-Harīzī (1170-1235)
- Shlomo ibn Shaqbāl (ca. 1000-1050)
- al-Saraqustī (m. 1143)
- Yosef ibn Zabara